# ارنست شرودر
ارنست شرودر (انگلیسی: Ernst Schröder؛ ۲۵ نوامبر ۱۸۴۱ – ۱۶ ژوئن ۱۹۰۲) یک ریاضی‌دان اهل آلمان بود.